# Hurt (Crane/Jacobs)
Hurt is een lied geschreven door Jimmie Crane en Al Jacobs. De zanger(es) is geraakt, nadat zijn/haar partner tegen hem/haar gelogen heeft. Het lied is ongeveer vijftig keer opgenomen door uiteenlopende artiesten als Elvis Presley, Billie Jo Spears en Helmut Lotti. In het Italiaans is het lied beter bekend onder de titel A chi. In die taal is het in 1967 gezongen door Fausto Leali. In hetzelfde jaar nam Dalida het lied op in het Frans onder de titel A qui?.

## Roy Hamilton
De eerste die het opnam en uitbracht was Roy Hamilton uit het genre Rhythm and blues. Hij had er in de Verenigde Staten een bescheiden hit mee. Hij haalde weliswaar plaats acht in de R&B-lijst, doch de hoofdlijst Billboard Hot 100 haalde hij niet. Na deze opname bleef het enige tijd stil rond dit nummer, totdat Timi Yuro het opnam en uitbracht.

## Timi Yuro
Hurt bleek prima te kunnen dienen als debuutsingle van Timi Yuro (vr). Het liedje werd in deze uitvoering een dermate grote hit, dat ze “voor eeuwig” met dat lied verbonden was. In de Billboard Hot 100 haalde ze plaats nummer 4 in twaalf weken. Het bleef dat verreweg haar grootste hit. In het Verenigd Koninkrijk deed Hurt vooralsnog niets.
In 1981 kwam een heruitgave uit in Nederland en België met Make the world go away als B-kant.

### Hitnotering

#### Nederlandse Top 40
| Positie: | 26 | 9 | 6 | 4 | 4 | 7 | 14 | 26 | uit |

#### NederlandseSingle Top 100
Yuro haalde toen net niet de nummer 1-positie. Anita Meyer stopte haar af met Why tell me, why.
| Positie: | 3 | 2 | 2 | 3 | 7 | 13 | 29 | 46 | uit |

#### BelgischeBRT Top 30
| Positie: | 6 | 5 | 6 | 4 | - | 28 | 28 | uit |

#### VlaamseUltratop 30
| Positie: | 13 | 7 | 6 | 6 | 11 | 15 | 20 | 27 | uit |

#### NPO Radio 2 Top 2000
| Nummer met noteringen in de NPO Radio 2 Top 2000 | '99  | '00 | '01  | '02  | '03  | '04  | '05  | '06  | '07  | '08  |
| ------------------------------------------------ | ---- | --- | ---- | ---- | ---- | ---- | ---- | ---- | ---- | ---- |
| Hurt (Timi Yuro)                                 | 1280 | -   | 1885 | 1662 | 1077 | 1474 | 1536 | 1626 | 1826 | 1579 |

1. ↑  Een '-' betekent dat het nummer niet was genoteerd en een vetgedrukt getal geeft de hoogste notering aan.
2. ↑  Deze tabel is bijgewerkt tot en met de laatste editie (2024).

## Bobby Vinton
Een ander succes was weggelegd voor Bobby Vinton. Hij nam het op in een arrangement van Al Capps. Vinton haalde er net de Top 100 van Billboard niet mee (plaats 106), maar haalde zijn grootste successen met dit nummer in Nederland en België.

### Hitnotering

#### Nederlandse Top 40
| Positie: | 36 | 22 | 14 | 9 | 7 | 4 | 4 | 9 | 17 | 31 | 36 | uit |

#### NederlandseDaverende 30
Vinton werd van de eerste plaats afgehouden door Freddy Breck met Rote Rosen en Dave Edmunds met Born to be with you.
| Positie: | 21 | 14 | 8 | 7 | 5 | 3 | 9 | 19 | uit |

#### BelgischeBRT Top 30
| Positie: | 20 | 28 | 9 | 1 | 1 | 1 | 1 | 1 | 1 | 2 | 3 | 9 | 8 | 11 | 29 | 26 | 23 | uit |

#### VlaamseUltratop 30
| Positie: | 22 | 16 | 10 | 2 | 2 | 2 | 2 | 1 | 1 | 3 | 3 | 9 | 11 | 16 | 26 | 26 | 28 | uit |

#### NPO Radio 2 Top 2000
Hurt (Bobby Vinton) stond alleen in 2001 in de NPO Radio 2 Top 2000, op plek 1788.

## The Manhattans
De Britten deden dan eindelijk mee toen in 1976 de muziekgroep The Manhattans het opnam voor hun album The Manhattans. En er was (redelijk vlot na de versie van Vinton) opnieuw succes voor Hurt in Nederland en België. De single moest daartoe wel meerdere keren uitgebracht worden.

### Hitnotering
In de UK Singles Chart stond deze versie elf weken genoteerd met als hoogste plaats 4.

#### Nederlandse Top 40
| Positie: | 30 | 21 | 16 | 13 | 13 | 24 | 29 | 34 | uit |

#### NederlandseDaverende 30
| Positie: | 28 | 18 | 14 | 13 | 12 | 15 | 21 | uit |

#### BelgischeBRT Top 30
| Positie: | 25 | 28 | - | 20 | 19 | 15 | 17 | 15 | 12 | 11 | 19 | 30 | uit |

#### VlaamseUltratop 30
| Positie: | 20 | 19 | 19 | 19 | 15 | 16 | 17 | 21 | 28 | uit |

## Andere versies
- Helmut Lotti zette het lied op zijn album Vlaamse nachten uit 1990. Het is het enige Engelstalige nummer tussen elf Nederlandstalige.
- Elvis Presley nam het lied in 1976 op voor zijn album From Elvis Presley Boulevard, Memphis, Tennessee. Het kwam ook uit als single (RCA 2674) en bereikte de 28e plaats in de Billboard Hot 100 en de 6e plaats in de Hot Country Singles, de Amerikaanse country-hitparade; hij haalde ook de 37e plaats in de UK Singles Chart.
- Carly Simon zette het lied op haar album Torch van 1981. Hurt kwam ook uit als single, maar haalde de Billboard Hot 100 niet.
- Billy Jo Spears zong het voor haar album Billie Jo uit 1975.